# Unión Española (baloncesto)
La rama de básquetbol masculino de la Unión Española fue una rama profesional de básquetbol del club, con base en la ciudad de Santiago, Chile.
En sus albores, fue miembro de la Asociación de Básquetbol de Santiago, donde destacó por su tetradecacampeonato obtenido entre los años 1960 a 1973.
Fue uno de los fundadores de la División Mayor del Básquetbol de Chile (DIMAYOR) en 1979, en la que participó de forma interrumpida durante once temporadas, entre los años 1979 a 2012.

## Historia
La rama profesional de básquetbol compitió inicialmente en los campeonatos de la Asociación de Básquetbol de Santiago. En 1929 rozó la gloria, al lograr el subcampeonato, siendo superados por el Club Ciclista Internacional, situación que se repetiría en las temporadas 1933 y 1934. Sin embargo, la gloria llegaría en 1935, donde vencen a su rival, el Internacional, titulándose campeones por primera vez. Dos títulos más se sumarían a las vitrinas hispanas, los años 1938 y 1940.
La edad de oro del básquetbol hispano se vivió entre los años 1960 a 1973, cuando obtuvo la corona de campeón durante 14 temporadas seguidas.
El primer título de la época de oro fue obtenido bajo la dirección técnica del entrenador Luis Valenzuela. Los rojos disputaron el torneo oficial de 1960 con un plantel reducido de solamente siete jugadores, liderado por los experimentados Domingo Sibilla y Antonio Torres, junto a los jóvenes Alfonso Pidal, Emilio Saray, Mario Elgueta, Gabriel Garay y Francisco Silva. Unión Española derrotó a Audax Italiano por 68:66, Colo-Colo por 56:51, Famae por 65-55, Ferroviario por 54:49, Internacional por 60:59, Nacional por 84:63, Palestino por 73:64, Readi por 89:62 y Universidad Técnica por 65:56. Fueron derrotados por Luis Marambio 56:59 y Deportivo Sirio por 55:61. El quinteto rojo así accedió al cuadrangular final, donde derrotó a los colocolinos 54:41 y a los sirios 64:51, mientras que perdió con Luis Marambio 63:71. Por reglamento, el torneo se definió por diferencia de goles, situación que favoreció a los hispanos, logrando su primer campeonato luego de años de sequía.
Posteriormente se inició el ciclo de Gustavo Ortlieb, quién logró nueve campeonatos con los rojos, siendo el entrenador más ganador del club.
Bajo la tutela del entrenador Juan Ostoic, los rojos obtuvieron los campeonatos de 1970, 1971, 1972 y 1973.
Para la temporada 1973, la ABS canceló el torneo oficial, por lo que Unión Española disputó solamente el torneo Erasmo López de ese año, de carácter amistoso. Bajo las órdenes técnicas de Juan Ostoic, los hispanos conformaron un plantel con Berkley Bute, Edgardo Arismendi, Gary Eyber, José Becerra, Roberto Barrera, José Miller, Manuel Carrasco, Francisco Pando, Miguel Ferrer y Jaime Figueroa. Los rojos disputaron seis partidos, venciendo a Mademsa por 100:70, Quinta Normal por 106:81, Deportivo Sirio por 77:57, Thomas Bata por 84:77 y Banco del Estado por 89:65. Ostoic se ausentó de la banca en el tramo final tras el fallecimiento de su padre, siendo reemplazado por Domingo Sibilla.
La temporada 1974 se rompe la hegemonía hispana, tras perder el título ante Thomas Bata de Peñaflor en una ajustada final 60:58, tras un doble de Francisco Valenzuela.
Sin embargo, los rojos tendrían su revancha en la temporada 1975 del torneo oficial. Bajo el mando del entrenador Germán Correa, los hispanos ficharon a Foch Schulz, Jorge Ferrari, Haye, Rual Villella y Beltrán, para reforzar al plantel ya conformado por Berkley Bute, Edgardo Arismendi, Alfonso Marcos, Jaime Figueroa, Arancibia, Hugo Narea y Hernández. Por contraparte, el club vio partir a una de sus figuras, el costarricense José Miller. El quinteto hispano mostró un buen nivel durante el torneo, aunque bajó su rendimiento hacia el final del campeonato, cayendo solamente ante Banco del Estado, lo que significó un empate en puntaje con Thomas Bata. En este encuentro fue expulsado Villella por agresión, siendo sancionado por la ABS por dos partidos, lo que marginó al baloncestista de la final. Unión Española intentó hacerse con los servicios del osornino Luis Suárez, traspaso que fue rechazado por la ABS, lo que junto con la sanción antes mencionada terminó por molestar a la directiva hispana –encabezada por Alfredo Vega–, quién tomó una serie de medidas, destacando la marginación del torneo Erasmo López de dicho año. En reemplazo del marginado Villella, el club se reforzó con Juan Arancibia. Finalmente, Unión Española disputó nuevamente el título ante Thomas Bata, venciendo categóricamente por 75:64, logrando su décimo octavo título de la ABS.
El club también fue uno de los fundadores de la División Mayor del Básquetbol de Chile (DIMAYOR), disputando de forma interrumpida el torneo durante once temporadas, entre los años 1979 a 2012. Debutó en el campeonato de 1979, logrando la tercera posición entre 8 equipos. Su mayor logro fue el subcampeonato de 1982, siendo campeón la Societá Sportiva Italiana de Valparaíso. Tras un largo período de receso, los hispanos —bajo la dirección del entrenador Claudio Lavín— retornarían a la liga en la temporada 2011-12 en calidad de club invitado. En ese campeonato, los rojos alcanzaron las semifinales, siendo eliminados por Universidad de Concepción tras cinco partidos (2:3).
Pese al éxito deportivo, los problemas económicos que comenzó a tener el club repercutieron en la eliminación de la rama.

## Uniforme
Inicialmente, el uniforme del equipo estaba compuesto por una camiseta roja, pantalón blanco, y medias negras, a semejanza de la rama de fútbol de la Unión Deportiva Española. Posteriormente, durante la edad de oro, el uniforme pasó a ser totalmente rojo, con detalles en color amarillo, similares a los de la Bandera de España.
En su última incursión en la DIMAYOR, la sección de básquetbol utilizó un uniforme similar a la de la rama de fútbol, con una camiseta roja, pantalón azul, y medias negras.

## Pabellón
En sus inicios, el club de colonia hizo de local en el Estadio Santa Laura, recinto deportivo que años antes contaba con canchas de básquetbol. Con la inauguración de la sede social en calle Carmen 110, el 25 de mayo de 1962, la rama de básquetbol trasladó su localía.
En su última incursión en el básquetbol profesional, los hispanos ejercieron localía en el Gimnasio Municipal de San Bernardo, recinto deportivo administrado por la Municipalidad de San Bernardo.

## Jugadores
Durante su existencia destacaron jugadores como Berkley Bute, Lewis Lattimore, Dan Mazzulla, Michael Rice, Charles Rusell, George Simps, Willie Wittemberg, David Wilburn, Domingo Sibilla y los hermanos Antonio y Manuel Torres, entre otros.

## Entrenadores
Entre los entrenadores que han dirigido a Unión Española a lo largo de la historia, destaca el nombre del chileno Gustavo Ortlieb, importante gestor de la edad de oro del básquetbol hispano, donde se obtuvo el tetradecacampeonato entre los años 1960 a 1973.
El último entrenador que tuvo el club fue Claudio Lavín.

## Palmarés

### Títulos locales
- Asociación de Básquetbol de Santiago (20): 1935,[1] 1938,[2] 1940,[3] 1960,[20] 1961,[21] 1962,[22] 1963,[23] 1964,[24] 1965,[25] 1966,[26] 1967,[27] 1968,[28] 1969,[29] 1970,[30] 1971,[31] 1972,[32] 1975,[12] 1981,[33] 1990.[34]
- Torneo Erasmo López (3): 1973,[10] 1977,[35] 1979,[36] 1980.[37]

### Títulos nacionales
- Subcampeón de la División Mayor del Básquetbol de Chile (1): 1982.

### Títulos amistosos
- Campioni del Domani (2): 1974, 1981.